# Nieszków
Nieszków – wieś w Polsce położona w województwie małopolskim, w powiecie miechowskim, w gminie Słaboszów.
Do 1954 roku istniała gmina Nieszków. W latach 1975–1998 miejscowość administracyjnie należała do województwa kieleckiego. Integralna część miejscowości: Kamieniec.